# 波洛吉-韋爾古尼
49°59′47″N 31°43′17″E / 49.99639°N 31.72139°E
波洛希-韋爾胡尼（烏克蘭語：Пологи-Вергуни）是位於烏克蘭北部的村莊，由基辅州鲍里斯皮尔区的塔尚市鎮負責管轄。該村面積5.43平方公里，海拔高度100米，2001年人口513，人口密度每平方公里94.5人。